# Cadaba insularis
Cadaba insularis är en kaprisväxtart som beskrevs av Anthony G. Miller. Cadaba insularis ingår i släktet Cadaba och familjen kaprisväxter. Inga underarter finns listade i Catalogue of Life.